# 온산초등학교
온산초등학교는 대한민국 울산광역시 울주군에 있는 초등학교다.

## 학교 연혁
- 1926년 9월 1일 온산공립보통학교(4년제) 개교 (대정리 113-2, 설립인가 3월 1일)
- 1929년 5월 31일 6년제로 개편
- 1938년 4월 1일 교명 변경 (온산공립심상소학교)
- 1941년 4월 1일 교명 변경 (온산공립국민학교)
- 1993년 7월 30일 온산국민학교 폐교 (65회 졸업생 수 4,563명)
- 2003년 3월 1일 온산초등학교 재개교 (31학급)
- 2008년 3월 1일 병설유치원 개원
- 2009년 6월 9일 안전체험교실 개소
- 2019년 9월 1일 제28대 신정숙 교장 부임
- 2020년 1월 1일 학교상징 변경(교목, 교표, 교화, 교가)
- 2020년 2월 7일 제92회 졸업식(졸업생 70명, 누계 6,362명)
- 2020년 3월 1일 19학급 편성(특수1학급 포함), 유치원 1학급, 유특수 1학급
- 2021. 01. 07	제 93회 졸업식(졸업생 58명, 누계 6,420명)
- 2021. 03. 01	초등20학급 편성(특수학습 2학급), 유치원 2학급(특수학급 1학급) 운영
- 2021. 12. 16	제94회 졸업식(졸업생 69명, 누계 6,489명 )
- 2022. 03. 01	초등 22학급 편성(특수학급 3학급), 유치원 2학급(특수학급 1학급)운영
- 2023. 01. 11.	제95회 졸업식(졸업생 66명, 누계 6,555명)
- 2023. 03. 01.	제29대 이진철 교장 취임
- 2023. 03. 01.	초등 21학급 편성(특수학급 3학급), 유치원 2학급(특수학급 1학급) 운영

## 학교 상징
- 교화 - 장미 : 동백꽃의 붉은 열정과 푸른 잎의 겸손한 마음을 가지고 정진해 나가는 어린이
- 교목 - 느티나무 : 늠름함과 강인한 의지를 겸비하고 조화롭게 어울릴 줄 아는 창의적인 어린이